# Armenier im Irak

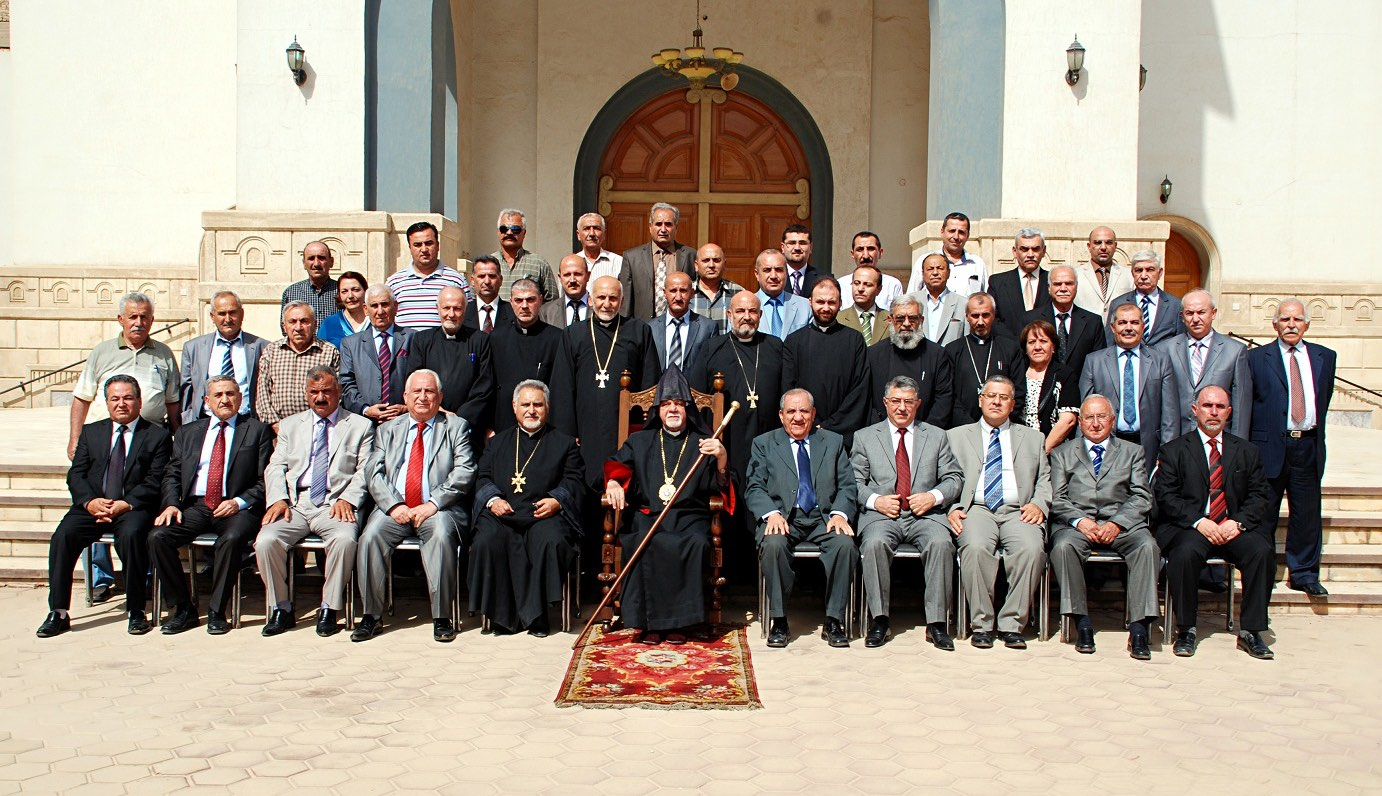
Synode der Diözese Irak der Armenisch-Apostolischen Kirche in Bagdad, 12. Mai 2012

Die Armenier im Irak sind irakische Bürger armenischer Herkunft, die einer christlichen Kirche angehören und als Zweisprachige meist Westarmenisch und Arabisch, in Nordirak stellenweise aber als einzige Sprache Kurdisch sprechen. Die armenische Gemeinde Iraks ist alt und stammt teilweise aus dem 17. Jahrhundert, doch wuchs sie in der Zeit nach dem Großen Völkermord erheblich, als armenische Flüchtlinge im heutigen Irak Zuflucht fanden. Die meisten Armenier des Irak gehören zur armenisch-apostolischen oder zur armenisch-katholischen Kirche; einige sind in der armenisch-evangelischen Kirche organisiert. Nach den Assyrern bilden die Armenier die zweitgrößte in Gänze christliche Minderheit Iraks. Die wichtigsten armenischen Gemeinden im Irak des 20. Jahrhunderts gab beziehungsweise gibt es in Bagdad, Mossul, Basra, Kirkuk, Dohuk und Zachu. Infolge von Flucht ins Ausland und zahlreichen Toten wegen bewaffneter Konflikte und der starken Verfolgung durch oppositionelle, islamistische Gruppen – Vorgängen, von denen alle Christen des Irak betroffen sind – ist ihre Anzahl von geschätzten 35.000 vor dem Ersten Golfkrieg auf etwa 10.000 im Jahre 2012 gesunken.

## Armenische Kirchen im Irak

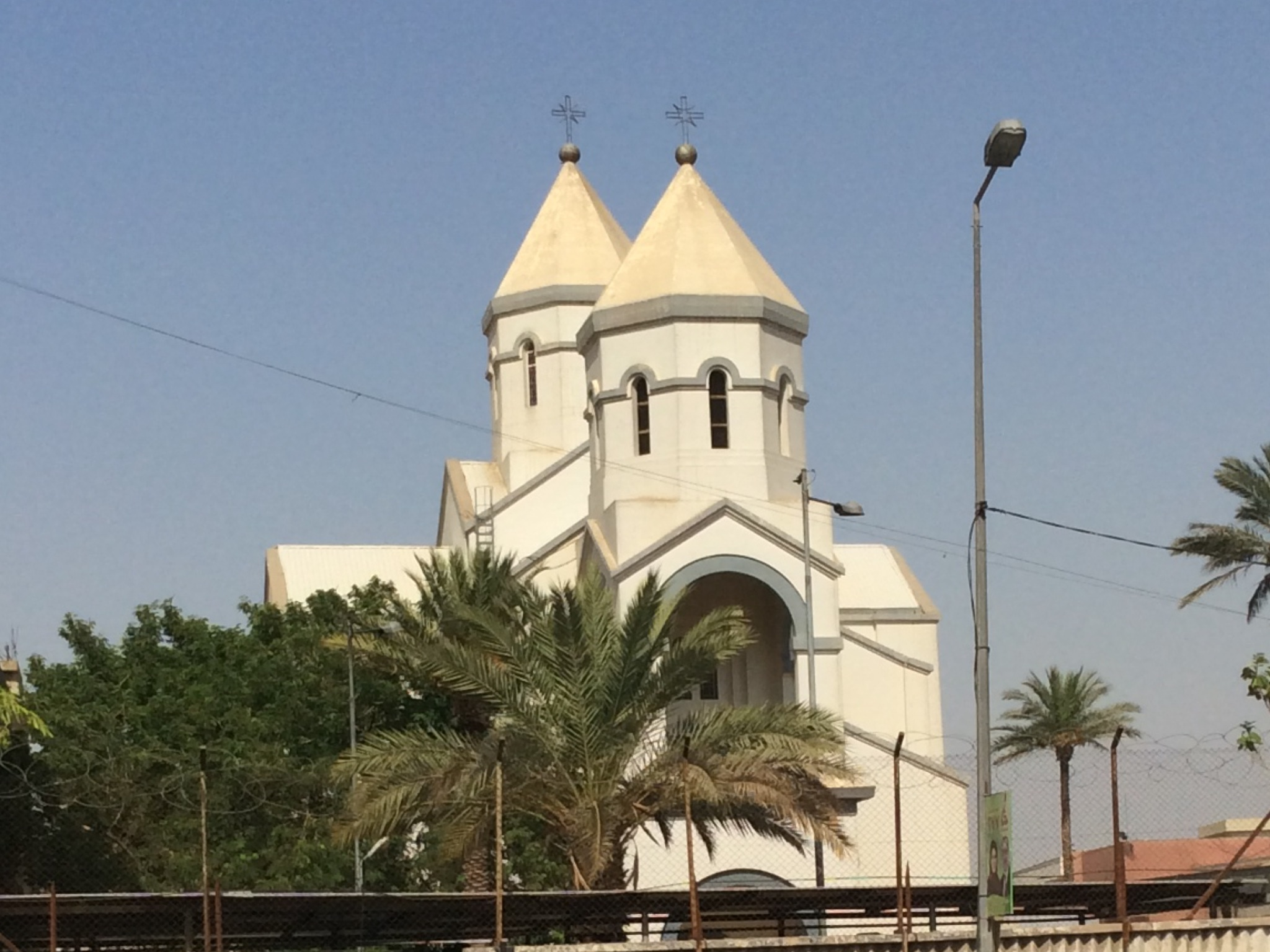
Armenisch-Apostolische Kathedrale des Heiligen Gregor des Erleuchters in Bagdad (erbaut 1956), 2014

2003 gab es im Irak 13 armenische Kirchen, davon vier in Bagdad, je zwei in Basra und Mossul, je eine in Kirkuk und Dohuk sowie drei weitere in anderen Orten. Nach der Einnahme der Stadt Mossul durch den Islamischen Staat 2014 wurden sämtliche Kirchen dort zerstört. Gleiches geschah mit der armenischen Marienkirche in der überwiegend jesidischen, ebenfalls vom islamischen Staat eingenommenen Stadt Sindschar. Armenische Flüchtlinge aus Mossul begannen 2012 in Erbil mit dem Bau einer neuen Kirche, der Heilig-Kreuz-Kirche.
In Bagdad ist die jüngste armenische Kirche die am 18. Oktober 1999 konsekrierte armenisch-katholische Kathedrale Unserer Lieben Frau von Nareg (benannt nach dem untergegangenen westarmenischen Dorf Nareg am Van-See). Außerdem gibt es die 1938 errichtete armenisch-katholische Herz-Jesu-Kirche im Ostteil von Karrada. Von der Armenischen Apostolischen Kirche wurde 1956 die Kathedrale des Heiligen Gregor des Erleuchters am Younis-al-Sabaawi-Platz in Sahat al-Tayran – die jetzige Hauptkirche – erbaut; eine weitere armenisch-apostolische Kirche ist die 1973 errichtete Kirche Johannis des Täufers (Karapet) in Hay al-Reyadh. Die 1639 in Bagdad errichtete Kirche der Heiligen Muttergottes (Surp Asdvadzadzin), auch Meskenta oder Schirin (Շիրին) genannt, mit den Gebeinen der Vierzig Märtyrer von Sebaste wurde 1968 wegen Baufälligkeit abgerissen und durch einen gleichnamigen Kirchenneubau ersetzt.
Prälat der Armenischen Apostolischen Kirche im Irak ist seit April 1980 Erzbischof Avak Asadourian.

## Geschichte
Der Norden des heutigen Irak liegt in Nachbarschaft zu den Gebieten des historischen Armenien. Die älteste rein christliche ethnische Gruppe des Irak sind die Assyrer, während es eine nennenswerte armenische Präsenz im Mittelalter noch nicht gab. Der im westarmenischen Khlat am Van-See geborene Salomon von Basra wurde 1222 als Armenier Bischof der Diözese Maishan (Maysan) der Assyrischen Kirche des Ostens in Basra (Prath d‘Maishan, syrisch ܦܪܬ ܕܡܝܫܢ).
Ende des 16. und Anfang des 17. Jahrhunderts wurde im Zuge der Kriege zwischen dem Osmanischen Reich und Persien unter den Safawiden das Gebiet um die persisch-armenische Stadt Dscholfa am Araxes verwüstet. 1604 ließ Schah Abbas I. über 20.000 Einwohner in die persische Metropole Isfahan deportieren, wo die Armenier das Stadtviertel Neu-Dscholfa errichteten. Verfolgungen nach dem Tode des Schah Abbas I. führten dazu, dass im 17. Jahrhundert zahlreiche Armenier aus Isfahan und dem persischen Aserbaidschan nach Mesopotamien und Indien auswanderten. Die historischen armenischen Gemeinden von Bagdad und Basra gehen auf diese Zeit zurück. 1639 wurde in Bagdad die armenisch-apostolische Kirche der Heiligen Muttergottes (Surp Asdvadzadzin) fertiggestellt. Nach der Überlieferung war es ein armenischer General der osmanischen Armee, Kevork Nazaretian, der gegen das Versprechen, für die armenische Gemeinde je ein Grundstück für diese Kirche und einen Friedhof zu erhalten, das Stadttor von Bagdad 1638 im Kampf gegen die Perser zerstörte und so den Sieg der Osmanen ermöglichte.

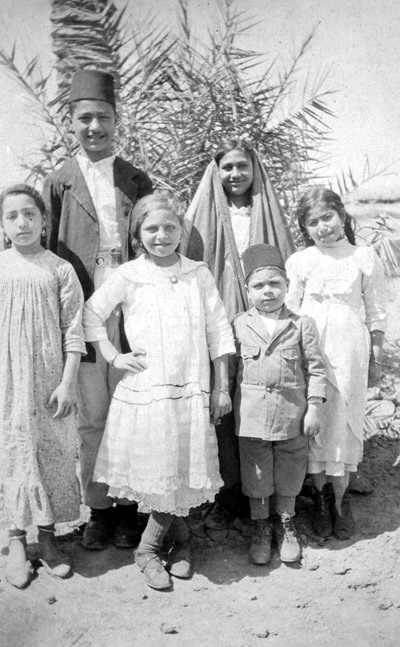
Armenische Flüchtlingskinder in Bagdad, 1918

Auf Grund des Völkermords an den Armeniern im Osmanischen Reich ließen sich etwa 25.000 armenische Flüchtlinge nach dem Ersten Weltkrieg im Gebiet des 1920 eingerichteten britischen Völkerbundmandats Mesopotamien (Irak) nieder. In mehreren größeren Städten des Irak eröffneten sie Kirchen, Schulen, Sportclubs und Kulturvereine.
Die armenischen Gemeinden des Irak profitierten wirtschaftlich und kulturell von den Modernisierungsmaßnahmen des Präsidenten Saddam Hussein, der islamistische Kräfte unterdrücken ließ und unter dessen Regierung 1999 die armenisch-katholische Kathedrale Unserer Lieben Frau von Nareg in Bagdad konsekriert wurde. Die Armenier waren größtenteils loyal zur Regierung, die im Gegenzug alljährlich zu Weihnachten der Bagdader Kathedrale zahlreiche Blumen spendete.
Am 22. September 1980 befahl Saddam Hussein den Angriff auf den Iran, womit der bis zum 20. August 1988 dauernde Erste Golfkrieg begann. Viele irakische Armenier dienten während des Krieges in den irakischen Streitkräften; dabei fielen einige im Kampf gegen die iranischen Streitkräfte, in denen ebenfalls einige Armenier dienten. So starben beispielsweise von der 1500 Menschen zählenden armenischen Gemeinde von Zaxo mehr als 130 im Krieg.
Der Sturz Saddam Husseins durch Truppen der Vereinigten Staaten und des Vereinigten Königreiches im Zuge des als völkerrechtswidrigen geltenden Irakkrieges ab 20. März 2003, die Besetzung und der Aufstand islamistischer Gruppen nach dem US-Rückzug 2011 erwiesen sich für die Armenier und übrigen Christen des Irak als katastrophal. Erstmals seit dem Völkermord Anfang des 20. Jahrhunderts gehörten nun Christen wieder zu den hauptsächlich direkten Angriffszielen von Anschlägen bewaffneter Oppositionsgruppen. Nach Angaben des Vorsitzenden der Zentralen Nationalen Administration der Armenier des Irak, Paruyr Hakopian, verließen infolgedessen in der Zeit von 2003 bis 2007 von insgesamt über 18.000 Armeniern mehr als 3000 das Land, wovon etwa 1500 nach Syrien, 1000 nach Armenien und etwa 500 nach Jordanien zogen, während 28 Armenier getötet wurden.
Das Land Armenien beteiligte sich an der Besetzung des Irak 2003–2011 mit 30 Lastwagenfahrern, 10 Bombenentschärfern, drei Ärzten und drei Offizieren. Sie dienten unter polnischem Kommando in Kerbela und dem benachbarten al-Hilla. Im Oktober 2008 beendete Armenien seine Beteiligung.
Mit der Einnahme der Stadt Mossul, in der es eine starke armenische Präsenz mit zwei Kirchen gab, durch den islamischen Staat im Juni 2014 endete das dortige Gemeindeleben, und alle christlichen Kirchen wurden zerstört. Sämtliche Armenier verließen die Stadt und flohen großenteils in das Gebiet der Autonomen Region Kurdistan. Armenische Flüchtlinge aus Mossul begannen 2012 in Erbil mit dem Bau einer neuen Kirche.

## Derzeitige Situation der Armenier im irakischen Kurdistan
Sowohl aus Mossul als auch aus anderen Teilen des Irak einschließlich Bagdad sind Armenier in die Kurdenregion geflohen, denn diese gilt als vergleichsweise sicher. Ein armenischer Mitarbeiter der kurdischen Regionalregierung gab 2011 für das irakische Kurdistan eine Bevölkerungszahl von 3600 bis 3800 Armeniern an, doch ist diese Zahl seitdem wahrscheinlich stark angestiegen. In der Kurdenregion gab es 2014 zwei armenische Schulen (in Erbil und Dohuk) und fünf armenische Kirchen (in Dohuk, Erbil, Avzrog, Havresk und Zachu). Darüber hinaus gibt es eine armenische Kirche mit 500 Gläubigen in der umstrittenen, bis 2017 unter kurdischer Kontrolle befindlichen Stadt Kirkuk.
Im Parlament der Autonomen Region Kurdistan haben die Armenier einen reservierten Parlamentssitz.

## Armenische Dörfer im irakischen Kurdistan
In der Autonomen Region Kurdistan gibt es mehrere bis heute noch armenisch besiedelte Dörfer. Eines davon ist das christliche Dorf Avzrog in der Provinz Dohuk, das einen armenischen (Avzrog Miri) und einen assyrischen Ortsteil (Avzrog Shno) hat. Der Dorfname kommt aus dem Kurdischen (av „Wasser“ und zrog „gelb“). Avzrog wurde 1932 von Armeniern aus Zachu gegründet und 1975 unter Saddam Hussein zerstört. 1996 wurde das Dorf mit Armeniern wiederbesiedelt und die Sankt-Vartans-Kirche 2001 rekonsekriert. Die 350 armenischen Einwohner des Dorfes sprechen aber kein Armenisch mehr, sondern Kurdisch.
Das etwa 8 km südöstlich von Avzrog befindliche Hawresk (auch Havresc) wurde 1928 von armenischen Flüchtlingen aus der Türkei gegründet. In den 1950er Jahren war es ein lebendiges Dorf mit artesischem Brunnen, Bücherei, Kirche und Schule. Bei der Anfal-Operation 1988 wurde das Dorf entvölkert. 2005 besiedelten armenische Flüchtlinge das Dorf erneut, sodass 2011 im Ort wieder 100 armenische Familien lebten. Havresk hat 115 Häuser, ein Gewächshaus, eine Schule und eine 2012 errichtete Kirche. Der Bürgermeister (muchtar) ist Murad Vardanian. Ende 2016 wurde die Bevölkerungszahl mit 200 bis 500 Menschen angegeben, neben Armeniern auch Assyrer. Eine Dorfwehr von 22 Mann sorgte für die Verteidigung des Dorfes gegen Kämpfer des islamischen Staates. Über die Kämpfe drehte der New Yorker David Ritter einen Dokumentarfilm (Havresc), der 2016 auf dem Glendale International Film Festival in Glendale (Kalifornien) vorgestellt wurde.
Aghajanian ist ein kleines Dorf mit 20 Häusern auf der Ninive-Ebene zwischen Karemlash im Süden und Baghdida im Norden. Der Ort wurde mit Mitteln des assyrischen Geschäftsmanns Sarkis Aghajan Mamendo, nach dem es auch benannt ist, von armenischen Flüchtlingen aus Bagdad und anderen Regionen Iraks gegründet.